# Odera Akang'o
Chief Odera Akang'o était le ruoth (« chef tribal » en luo) du clan des Luo de Gem, dans l'actuel Kenya et dépendant, à l'époque, du royaume de Wanga. Il fut le premier Africain a prôner, auprès des siens, la pédagogie scolaire du type « occidental » avant, même, les colons britanniques.

## Biographie
Odera Akang'o est né à la fin du XIXe siècle à Nyamninia dans l'actuel district de Gem dans le comté de Siaya, à environ 55 km au nord-est, de Kisumu. Il fut un jeune homme ambitieux et clairvoyant.
Il fut le premier à entreprendre la culture du riz dans la région. Il créa, aussi, une force de police privée chargée d'inspecter les fermes et de lui rapporter toute attitude d'oisiveté. Les coupables étaient soit battus soit condamnés à payer une amende pour improductivité. Cette « philosophie » du rendement lui valut la protection des Britanniques, la constitution d'une importante fortune personnelle et l'inspiration de la crainte par ses sujets.
En 1906, le révérend anglican John Jamieson Willis (devenu plus tard Primat d'Ouganda) fonde, à Maseno la première école du Kavirondo - et la deuxième au Kenya - pour les jeunes africains. Il tente de persuader chaque chef de clan d'envoyer un ou deux de ses fils au pensionnat et de contribuer pécuniairement à l'achat d'uniformes scolaires ce qui suscite peu d'enthousiasme par le fait de devoir perdre des bergers. C'est grâce au soutien, exercé souvent de façon « martiale », par Odera Akang'o, que le projet se réalise et permettra à la région au nord du golfe de Kavirondo de devenir le creuset de la pédagogie scolaire du type « occidental » ainsi que la première région de l'Afrique orientale britannique à maîtriser parfaitement l'anglais.
En 1915, le gouvernement colonial l'envoie, avec deux autres chefs, à Kampala. Il en revient empli d'admiration pour les préceptes européens dans les domaines de la pédagogie et de la santé. Avec enthousiasme, il applique ce modèle sur son territoire ; forçant tous ses sujets (parfois de façon « militaire ») à envoyer leurs enfants à l'école et à toujours tenir leurs vêtements propres alors que les Britanniques n'en avaient aucun souci. Cependant, les résultats ne se font pas attendre car le territoire de Gem devient rapidement, hormis le fait d'avoir été le premier « territoire colonial» à maitriser l'anglais, le creuset intellectuel du Kenya et est, toujours aujourd'hui, considéré comme une zone progressiste qui a engendré nombre d'esprits créatifs comme Bethwell Allan Ogot, Argwings Kodhek, Oki Ooko Ombaka, Wellington Aruwa ou Joe Donde. Malencontreusement, Odera Akang'o fut utilisé par les Anglais pour appliquer ses méthodes chez les Luo-Iteso en Ouganda. Malheureusement pour lui, n'ayant pas la même autorité que dans son « royaume », sa méthode échoua. Il fut accusé de corruption et assigné à résidence dans son territoire de Gem-Yala où il mourut.

## Divers
Il est écrit que « Odera » fournit, en 1900 près de 1 500 porteurs aux troupes britanniques pour leur opération militaire contre les Nandi (les principaux ennemis des Luo à cette époque) mais rien ne précise s'il s'agit d' « Akang'o » ou de son père.
La Moi University d'Eldoret possède un campus à Gem-Yala appelé Odera Akang'o Yala Campus.
Le titre honorifique d'Odera Akang'o est attribué par la communauté des Luo à des intellectuels méritants tel le Pr Pedro A. Sanchez de l'université Columbia.

## Mémoire
- Le campus de l'université Moi à Yala porte son nom ;
- une porte son nom à Kisumu.